# Enrique Fernández Arbós
Enrique Fernández Arbós (Madri, 24 de dezembro de 1863 — San Sebastián, 2 de junho de 1939) foi um violinista, maestro e compositor espanhol. É um dos principais representantes da escola de violinos da Espanha. Dividiu parte de sua carreira entre Madri e Londres. Originalmente fez seu nome como um violinista virtuoso e mais tarde como um dos maiores maestros da Espanha.

## Biografia
Sua história remonta à sua formação musical no Real Conservatório de Madri com o violinista Jesús de Monasterio, com a qual estabeleceu uma relação estreita. Em 1876 ganhou o Primeiro Prêmio de Violino do Conservatório e, depois de receber uma bolsa de estudos da princesa Isabel de Bourbon, se mudou para Bruxelas em 1877.
Prosseguiu lá os seus estudos de aperfeiçoamento e virtuosismo de violino com Henri Vieuxtemps, e de composição com Kufferath (discípulo de Mendelssohn) e Gevaert. Ali conheceu Isaac Albéniz (de quem acabaria fazendo a orquestração da suíte Iberia) e em 1879 ganhou o Primeiro Prêmio e Medalha de Ouro na classe de violino e Menção Honrosa na classe de composição.
Em 1880 foi para Berlim, a fim de estudar com Joseph Joachim. Participou como integrante da Orquestra Filarmônica de Berlim, na qual foi spalla por vários anos. Realizou numerosas apresentações individuais pela França, Espanha, Reino Unido e Estados Unidos e em 1888 voltou para Madri para atuar como solista com a Orquestra Sociedad de Conciertos dirigida por Tomás Bretón. No ano seguinte, fundou a Sociedad de Música de Cámara.
No Conservatório de Madri e no de Hamburgo se destacou como professor, e em 1894 foi nomeado professor de violino do Royal College of Music em Londres, onde ensinou Maud McCarthy (mais tarde Omananda Puri, grande virtuose do violino e futura esposa do compositor John Foulds). Deixou Londres, em 1916, quando foi chamado para ocupar a cátedra de violino do Conservatório de Madri. Neste período, desenvolveu uma intensa atividade de concertos, tanto como solista, como membro do quarteto que formou com Isaac Albéniz, Gálvez e Agustín Rubio.
Em 1903 foi nomeado spalla da Orquestra Sinfônica de Boston e em 1904 maestro da orquestra Gran Casino de San Sebastián. Nesse mesmo ano, dirigiu a Orquestra Sinfônica de Madri. Com esta formação fez apresentações pela Espanha, Europa e América, adquirindo fama internacional. Ainda assim, não deixou seu trabalho de concertista e formou o Cuarteto Arbós, com a participação, entre outros, de Julio Francés, do pianista português José Viana da Motta ou do violoncelista Juan Ruiz Casaux. Dirigiu também a Orquestra Sinfônica de Boston durante uma temporada. Em 1905 fundou também a sociedade de concertos The Concert Club em Londres.
A atividade internacional de Arbós como maestro continuou durante anos com concertos em Paris, Roma, Moscou, Budapeste, Bordeaux, Lisboa, Winterthur, Cleveland e Nova York, entre outras.

## Principais obras

### Música de câmara
- Tres piezas originales al estilo español op. 1: "Bolero", "Habanera" e "Seguidillas gitanas", para grupo de câmara (piano, violino e violoncelo).
- Tango op. 2.
- Seis rimas de Gustavo Adolfo Bécquer.
- Cuatro canciones para la marquesa de Bolaños.
- Pieza de concurso.

### Música orquestal
- Pequeña suite española, para orquestra.
- Tres piezas, para violino e orquestra.

### Zarzuelas
- El centro de la tierra (1895), viagem cômico-lírica em dois atos com libreto de Celso Lucio e Ricardo Monasterio.

### Orquestração
- Suite "Iberia", de Isaac Albéniz.